# بيل بنتلي (لاعب كرة قدم أمريكية)
بيل بنتلي (بالإنجليزية: Bill Bentley)‏ هو لاعب كرة قدم أمريكية أمريكي، ولد في 16 مايو 1989 في ميامي في الولايات المتحدة.

## وصلات خارجية
- بيل بنتلي على موقع إي إس بي إن.كوم (أن.أف.أل)3
- بيل بنتلي على موقع مرجع كرة القدم المحترفة.كوم (الإنجليزية)